# 開かれた社会
開かれた社会（ひらかれたしゃかい）、オープン・ソサエティ（open society）とは、1932年にフランス哲学者アンリ・ベルクソンから提唱されたコンセプトであり、その後第二次世界大戦中にイギリス哲学者カール・ポパーによって発達した。 
ポパーは、開かれた社会を、自然的で部族的な閉ざされた社会（クローズド・ソサエティ）からの歴史的連続体として捉える立場であり、対面コミュニケーションを欠いた抽象的で個性喪失した社会から、伝統に対しての批評的態度によって、開かれた社会に至ると主張した。
開かれた社会においては、政府は敏感で寛容深く、政治機構は透明で柔軟であるとされる。それは権威主義の反対であると支持者らは主張している。

## 定義
ポパーは、開かれた社会を「その個人らは、個人自身の意思決定について向き合っている（confronted）」と定義し、「魔術的、部族的、集団主義な社会」とは対照であるという。

## さらなる特徴
人道主義、平等主義、政治的自由は、開かれた社会が理想とする基本的な特徴である。これらは古代アテナイの政治家ペリクレスが擁護していたもので、彼の葬儀のスピーチでは、「社会的地位によって能力が評価されなかったり、属する階級によって才能を妨げられることはなく、 貧困によって道を妨げることは無い。国家に奉仕できる人であれば、その出生が不明であることはハンディになることは無い。我々の政府で楽しむ自由は、我々の普通の生活にも及んでいるのである。」と述べられている。